# Ісландія на зимових Паралімпійських іграх 2014
Ісландія на XI зимових Паралімпійських іграх, які проходили у 2014 році в російському Сочі, взяла участь втретє за свою історію та була представлена 2 спортсменами в одному виді спорту (гірськолижному спорті). Прапороносцем на церемоніях відкриття та закриття Паралімпійських ігор була Ерна Фрідріксдоттір. Ісландські атлети не завоювали жодних медалей.

## Гірськолижний спорт
Чоловіки
| Спортсмен                | Дисципліна                 | Спуск 1 | Спуск 1 | Спуск 1 | Спуск 2 | Спуск 2 | Спуск 2 | Фінал   | Фінал    | Фінал |
| Спортсмен                | Дисципліна                 | Час     | Різниця | Місце   | Час     | Різниця | Місце   | Час     | Різниця  | Місце |
| ------------------------ | -------------------------- | ------- | ------- | ------- | ------- | ------- | ------- | ------- | -------- | ----- |
| Йоганн Пор Гольмгрімссон | слалом, сидячи             | DNF     | DNF     | DNF     | DNF     | DNF     | DNF     | DNF     | DNF      | DNF   |
| Йоганн Пор Гольмгрімссон | гігантський слалом, сидячи | 1:56.84 | +38.74  | 31      | 1:41.59 | +27.49  | 22      | 3:38.43 | +1:05.70 | 23    |

Жінки
| Спортсмен           | Дисципліна                 | Спуск 1 | Спуск 1 | Спуск 1 | Спуск 2 | Спуск 2 | Спуск 2 | Фінал   | Фінал    | Фінал |
| Спортсмен           | Дисципліна                 | Час     | Різниця | Місце   | Час     | Різниця | Місце   | Час     | Різниця  | Місце |
| ------------------- | -------------------------- | ------- | ------- | ------- | ------- | ------- | ------- | ------- | -------- | ----- |
| Ерна Фрідріксдоттір | слалом, сидячи             | 1:33.41 | +28.34  | 10      | 1:36.89 | +32.03  | 10      | 3:10.30 | +1:00.37 | 10    |
| Ерна Фрідріксдоттір | гігантський слалом, сидячи | 1:49.53 | +19.09  | 9       | 1:41.66 | +22.00  | 10      | 3:31.19 | +39.93   | 9     |